# Contea di Pulaski (Kentucky)
La contea di Pulaski in inglese Pulaski County è una contea dello Stato del Kentucky, negli Stati Uniti. La popolazione al censimento del 2000 era di 56 217 abitanti. Il capoluogo di contea è Somerset